# Đồng Tâm Long An Football Club
Le Long An Football Club est un club vietnamien de football basé à Tân An. Le club se nommait jusqu'en 2007 Gach Đồng Tâm Long An, et fut également nommé Đồng Tâm Long An Football Club jusqu'en 2015. Le club évolue actuellement en 2nde division.

## Histoire
En 2017, lors de la 6e journée du championnat opposant Long An et le club de Hô Chi Minh-Ville, et alors que le score était de 2-2, les joueurs de Long An arrêtent de jouer pour protester contre une décision d'arbitrage qui donne un penalty à l'adversaire. Le score final est de 5-2 pour Hô Chi Minh-Ville. Le gardien et le capitaine de l'équipe de Long An sont sanctionnés, plusieurs responsables du club et du football vietnamien démissionnèrent. Le club fut relégué à la fin de la saison.

## Palmarès
- Championnat du Việt Nam (2)
  - Champion : 2005, 2006

- Coupe du Việt Nam (1)
  - Vainqueur : 2005
  - Finaliste : 2006